# Oliver Heaviside
Oliver Heaviside, FRS, angleški matematik, fizik in elektrotehnik, * 18. maj 1850, Camden Town, London, Anglija, † 3. februar 1925, Paignton pri Torquayu, grofija Devon, Anglija.
Heaviside je priredil kompleksna števila za raziskovanje električnih tokokrogov, razvil postopke za uporabo Laplaceovih transformacij pri reševanju diferencialnih enačb, na novo opredelil Maxwellove enačbe elektromagnetnega polja z izrazi električnih in magnetnih sil ter energijskega toka, in neodvisno razvil vektorsko analizo.